# Escacs aleatoris de Capablanca
|   | a               | b               | c               | d                | e              | f             | g               | h                 | i             | j             |   |  |
| 8 | a8 black knight | b8 black bishop | c8 black knight | d8 black empress | e8 black queen | f8 black rook | g8 black bishop | h8 black princess | i8 black king | j8 black rook | 8 |  |
| 7 | a7 black pawn   | b7 black pawn   | c7 black pawn   | d7 black pawn    | e7 black pawn  | f7 black pawn | g7 black pawn   | h7 black pawn     | i7 black pawn | j7 black pawn | 7 |  |
| 6 | a6              | b6              | c6              | d6               | e6             | f6            | g6              | h6                | i6            | j6            | 6 |  |
| 5 | a5              | b5              | c5              | d5               | e5             | f5            | g5              | h5                | i5            | j5            | 5 |  |
| 4 | a4              | b4              | c4              | d4               | e4             | f4            | g4              | h4                | i4            | j4            | 4 |  |
| 3 | a3              | b3              | c3              | d3               | e3             | f3            | g3              | h3                | i3            | j3            | 3 |  |
| 2 | a2 white pawn   | b2 white pawn   | c2 white pawn   | d2 white pawn    | e2 white pawn  | f2 white pawn | g2 white pawn   | h2 white pawn     | i2 white pawn | j2 white pawn | 2 |  |
| 1 | a1 white knight | b1 white bishop | c1 white knight | d1 white empress | e1 white queen | f1 white rook | g1 white bishop | h1 white princess | i1 white king | j1 white rook | 1 |  |
|   | a               | b               | c               | d                | e              | f             | g               | h                 | i             | j             |   |  |

Els escacs aleatoris de Capablanca són una variació dels escacs inventada per Reinhard Scharnagl el 2004. Combinen la disposició de les peces i un escaquer de 10x8 caselles dels escacs de Capablanca amb la idea de la permutació de peces dels escacs aleatoris de Fischer. Aquest joc va guanyar un concurs el 2005 celebrat a The Chess Variant Pages per dissenyar una variant dels escacs sobre el tema del número 10.

## Regles
Les regles són les mateixes que les dels escacs de Capablanca, excepte pel fet que la disposició inicial de les peces és aleatòria. Les peces blanques i negres han d'estar en posició simètrica. Les peces de la primera fila se situen aleatòriament, amb les següents restriccions:
- Els alfils s'han de situar en caselles de color diferent.
- La dama i l'arquebisbe (una peça composta que posseeix, parcialment, el moviment de l'alfil) han de ser igualment en caselles de color diferent.
- El rei ha d'estar entre les torres.
- Tots els peons han d'estar defensats en la posició inicial.
- La posició inicial ha de ser diferent de la dels escacs gòtics.
- Les posicions inicials amb alfils contigus han de ser evitades.

La primera restricció és presa dels escacs aleatoris de Fischer per tal d'equilibrar el poder dels alfils. La segona es basa en la primera, extrapolada a la disposició de peces dels escacs de Capablanca. La tercera és presa també dels escacs aleatoris de Fischer, per tal de preservar la capacitat d'enrocar. La quarta ajuda a minimitzar l'avantatge de les blanques de fer el primer moviment de la partida. La cinquena restricció és per evitar conflictes a Amèrica amb els escacs gòtics, que estan protegits per una patent dels Estats Units. La sisena restricció fou introduïda més tard a causa de la descoberta de Reinhard Scharnagl que aquesta mena de posicions incrementen l'avantatge del primer moviment de les blanques.
Conjuntament, aquestes sis regles limiten la disposició inicial de les peces a 12.118 posicions d'inici diferents.

## Notació FEN ampliada
Per anotar les partides i representar posicions d'escacs aleatoris de Capablanca, es fa servir la notació X-FEN.